# ۴-آمینوبی‌فنیل
۴-آمینوبی‌فنیل (به انگلیسی: 4-Aminobiphenyl) یک ترکیب شیمیایی است. که جرم مولی آن ۱۶۹٫۲۲ g/mol می‌باشد. شکل ظاهری این ترکیب، بلورهای سفید تا بنفش است.
این ماده سرطان زا(سرطان مثانه) میباشد